# Jamie MacDonald
Pour les articles homonymes, voir MacDonald.
Jamie MacDonald est un footballeur écossais, né le 17 avril 1986, à Broxburn, West Lothian, en Écosse. Il joue au poste de gardien de but en faveur du Kilmarnock FC.

## Biographie

### Carrière en club
Jamie MacDonald évolue principalement en faveur des clubs d'Heart of Midlothian et du Kilmarnock FC.
Il dispute plus de 200 matchs en première division écossaise. Il se classe troisième du championnat en 2009 et 2011.
Il participe aux tours préliminaires de la Ligue Europa avec les Hearts.

### En équipe nationale
Jamie MacDonald reçoit dix sélections avec les espoirs. Il participe aux éliminatoires de l'Euro espoirs 2009.

## Palmarès
Heart of Midlothian
- Vainqueur de la Scottish Cup en 2012
- Finaliste de la Coupe de la Ligue écossaise en 2013

 Queen of the South
- Finaliste de la Scottish Cup en 2008

 Falkirk FC
- Finaliste de la Scottish Cup en 2015